# Juda Allahondoum
 (février 2020).
Juda Allahondoum est un journaliste tchadien, fondateur et directeur de la publication du journal le Visionnaire. Il est également patron de la presse tchadienne. En octobre 2017, un des articles qu'il a publiés et dans lequel il critique fortement le gouvernement d'Idriss Déby lui vaut d'être arrêté. À la suite de son procès, les charges s'étant révélées fausses, il est libéré le mois suivant.

## Carrière journalistique
Durant plus de dix ans, Juda Allahondoum est directeur de publication du journal L'Union. En 2015, il fonde le journal hebdomadaire Le Visionnaire, dont il devient le directeur de publication.

## Démêlés politiques

### Arrestation puis libération
Dans le numéro 66 du Visionnaire (11-17 octobre 2017), Juda Allahondoum accuse le PDG de la compagnie Tchadienne Air Inter 1, d'utiliser certains de ses avions dans le trafic d'armes vers la Syrie. L'affaire avait déjà commencé un mois plus tôt, avec une lettre adressée le 18 septembre par la présidence à Moustapha Abakar, directeur général de l'Autorité de l’aviation civile du Tchad, qui recommandait à ce dernier de faire la lumière sur l'immatriculation TT-WAG accordée à un Airbus A330-300 d'Air Inter 1.
Le 23 octobre 2017, Juda Allahondoum est arrêté, d'abord au motif d'« entrave à la justice », puis d'« usurpation de titre de journaliste ». Il est incarcéré à la prison d'Amsinéné. Son jugement a lieu le 2 novembre,.
Il est relaxé le 16 novembre, les charges contre lui s'étant révélées fausses.

### Accusation de parti-pris
Le 22 juin 2020, le journaliste Makaïla Nguebla accuse Juda Allahondoum d'être à la solde du Mouvement patriotique du salut et d'Idriss Déby, et de ne s'être approché de l'opposant Saleh Kebzabo que pour mieux le combattre. Il l'accuse également d'être financé par le groupe de BTP Almanna dirigé par Abakar Tahir Moussa.

## Reconnaissance
Le 10 mai 2019, Juda Allahondoum est réélu patron de la presse tchadienne pour deux ans par ses pairs.